# Nagyrebra
Nagyrebra (románul: Rebra, németül: Gross-Rebern) falu Romániában, Erdélyben, Beszterce-Naszód megyében.

## Fekvése
A Radnai-havasok délnyugati lábánál, Naszódtól 9 km-re északkeletre fekvő település.

## Története
A falut 1440-ben említette először oklevél Felseo Rebra néven.
1547-ben Rebra maior, 1616-ban Nagy Rebre, 1733-ban Rebra, 1808-ban Rebra (Nagy-), Gross-Rebern, Rebra-máre, 1861-ben Nagy-Rébra, 1888-ban Nagy-Rebra (Rebra mare), 1913-ban Nagyrebra néven írták.
A trianoni békeszerződés előtt Beszterce-Naszód vármegye Naszódi járásához tartozott.
1910-ben 1573 lakosából 15 magyar, 1547 román volt. Ebből 1548 görögkatolikus, 20 izraelita volt.
A 2002-es népszámláláskor 3047 lakosa közül 3045 fő (99,9%) román, 2 (0,1%) német volt.